# Bill Johnston
William Marquitz "Little Bill" Johnston (San Francisco, 2 de novembro de 1894 - San Francisco, 1 de maio de 1946) foi um tenista profissional estadunidense.

## Grand Slam finais

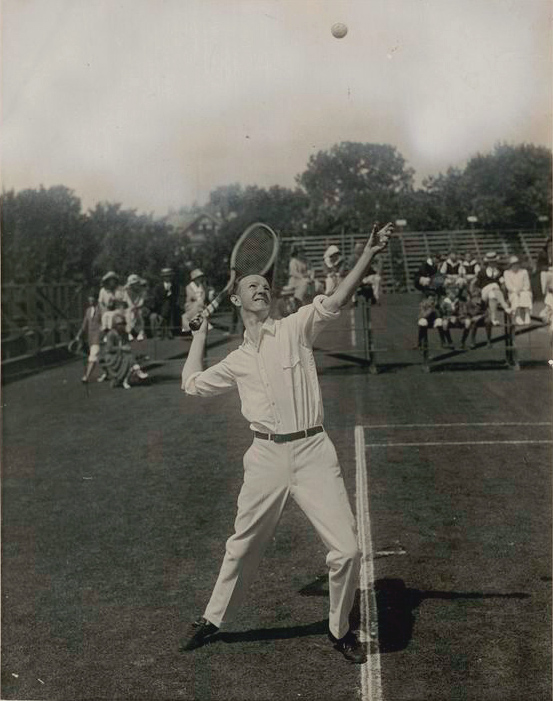
William M. Johnston servindo

### Simples: 9 (3 títulos, 6 Vices)
| Resultado | Ano  | Torneio   | Oponente           | Placar                   |
| Campeão   | 1915 | US Open   | Maurice McLoughlin | 1–6, 6–0, 7–5, 10–8      |
| Vice      | 1916 | US Open   | R. Norris Williams | 6–4, 4–6, 6–0, 2–6, 4–6  |
| Campeão   | 1919 | US Open   | Bill Tilden        | 6–4, 6–4, 6–3            |
| Vice      | 1920 | US Open   | Bill Tilden        | 1–6, 6–1, 5–7, 7–5, 3–6  |
| Vice      | 1922 | US Open   | Bill Tilden        | 6–4, 6–3, 2–6, 3–6, 4–6  |
| Campeão   | 1923 | Wimbledon | Frank Hunter       | 6–0, 6–3, 6–1            |
| Vice      | 1923 | US Open   | Bill Tilden        | 4–6, 1–6, 4–6            |
| Vice      | 1924 | US Open   | Bill Tilden        | 1–6, 7–9, 2–6            |
| Vice      | 1925 | US Open   | Bill Tilden        | 6–4, 9–11, 3–6, 6–4, 3–6 |

### Duplas

#### Títulos (3)
| Ano  | Campeonato | Parceiro         | Oponentes                         | Placar                  |
| 1915 | US Open    | Clarence Griffin | Maurice E. McLoughlin Tom Bundy   | 2–6, 6–3, 6–4, 3–6, 6–3 |
| 1916 | US Open    | Clarence Griffin | Maurice E. McLoughlin Ward Dawson | 6–4, 6–3, 5–7, 6–3      |
| 1920 | US Open    | Clarence Griffin | Roland Roberts Willis E. Davis    | 6–2, 6–2, 6–3           |

### Duplas Mistas

#### Títulos (1)
| Ano  | Campeonato | Parceiro    | Oponentes                           | Placar        |
| 1921 | US Open    | Mary Browne | Molla Bjurstedt Mallory Bill Tilden | 3–6, 6–4, 6–3 |